# Valka
Valka er beliggende i Valkas distrikt i det nordlige Letland og fik byrettigheder i 1584.
Valka er tvillingby med den estiske by Valga. Indtil 1920 var Valka og Valga én og samme by med det tyske navn Walk. Da grænsen mellem Letland og Estland skulle sættes blev det besluttet at dele byen i en estisk og lettisk del. Indtil 2007 var der hegn og grænsevagter mellem Valka og Valga, men pga. Schengen-samarbejdet blev hegnene revet ned og der blev etableret en fast busforbindelse mellem Valka og Valga. Nu kan man bare gå rundt i den lettiske og estiske del som det passer én. Der er forholdsvis få veje der fører fra Valka til Valga, og det er tydeligt at man går over til et andet land når man krydser grænsen. I Valka er alle bilerne med lettiske nummerplader mens de i Valga er med estiske.

## Kendte bysbørn
- Aigars Fadejevs – atletikudøver